# نهائي بطولة الأندية الآسيوية 1971
نهائي بطولة الأندية الآسيوية 1971 (دوري أبطال آسيا حالياً) هي مباراة كرة قدم لم تلعب بسبب انسحاب فريق آليات الشرطة العراقي احتجاجاً على الاحتلال الإسرائيلي لفلسطين. وكان لاعبوا آليات الشرطة يلوحون بالعلم الفلسطيني والعراقي داخل الملعب. وبذلك توج نادي مكابي تل أبيب باللقب. ومن بعد هذه النسخة بثلاث سنوات، تم طرد إسرائيل من الاتحاد الآسيوي لكرة القدم.

## وصلات خارجية
- بطولة الأندية الآسيوية 1971 على RSSSF.com